# Eirik Myrhaug
Eirik Boie Myrhaug Partapuoli, född 21 november 1943 i Gratangsbotn är en norsk schaman, ingenjör och författare av samisk härkomst. Myrhaug Partapuoli är också pionjär inom ekologisk ekonomi i Skandinavien.

## Biografi
I sin ungdom var Myrhaug Partapuoli aktiv i Arbeidernes ungdomsfylking (AUF). Han avlade civilingenjörsexamen vid Tekniska högskolan i Stockholm. Fram till 1977 arbetade han som ingenjör i Norges vassdrags- og elverk (NVE). År 1979 skapade utbyggnaden av Altaälven stor konflikt. Myrhaug Partapuoli valde då att ställa sig på de demonstranters sida som protesterade mot utbyggnaden. 1981 ledde han den andra hungerstrejken framför Stortinget under Alta-konflikten. På 1990-talet började han praktisera som schaman.
På 1980- och 1990-talet var Myrhaug Partapuoli ledare för det norska forumet for organisk ekonomi. Här hämtade han inspiration från bland andra Margrit Kennedy. För sitt engagemang fick han alternativa priset Nordic Heretic Prize 1993.
Myrhaug Partapuoli har medverkat i TV-programmen Norges herligste, Jakten på den 6. sans och Brobyggerne.
Eirik Myrhaug Partapouli är äldste i Arctic Shaman Circle Council, och ordförande i styrelsen för Arctic Shaman Circle. Arctic shaman circle Council startade föreningen Arctic shaman circle 2018.

## Galleri

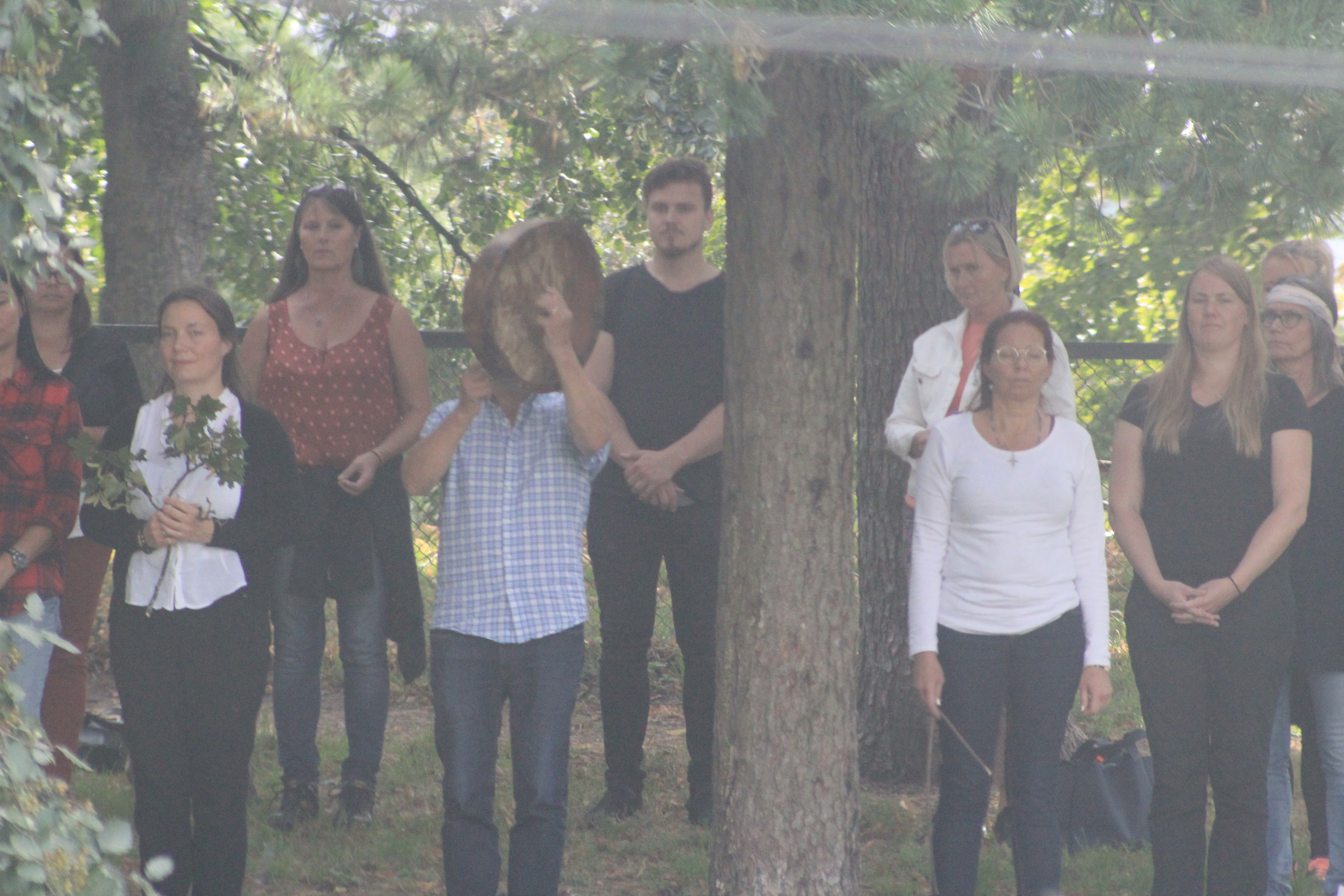
Eirik Myrhaug Partapuoli med trumma, leder en schamanistisk ceremoni i Uranienborgparken, Oslo.
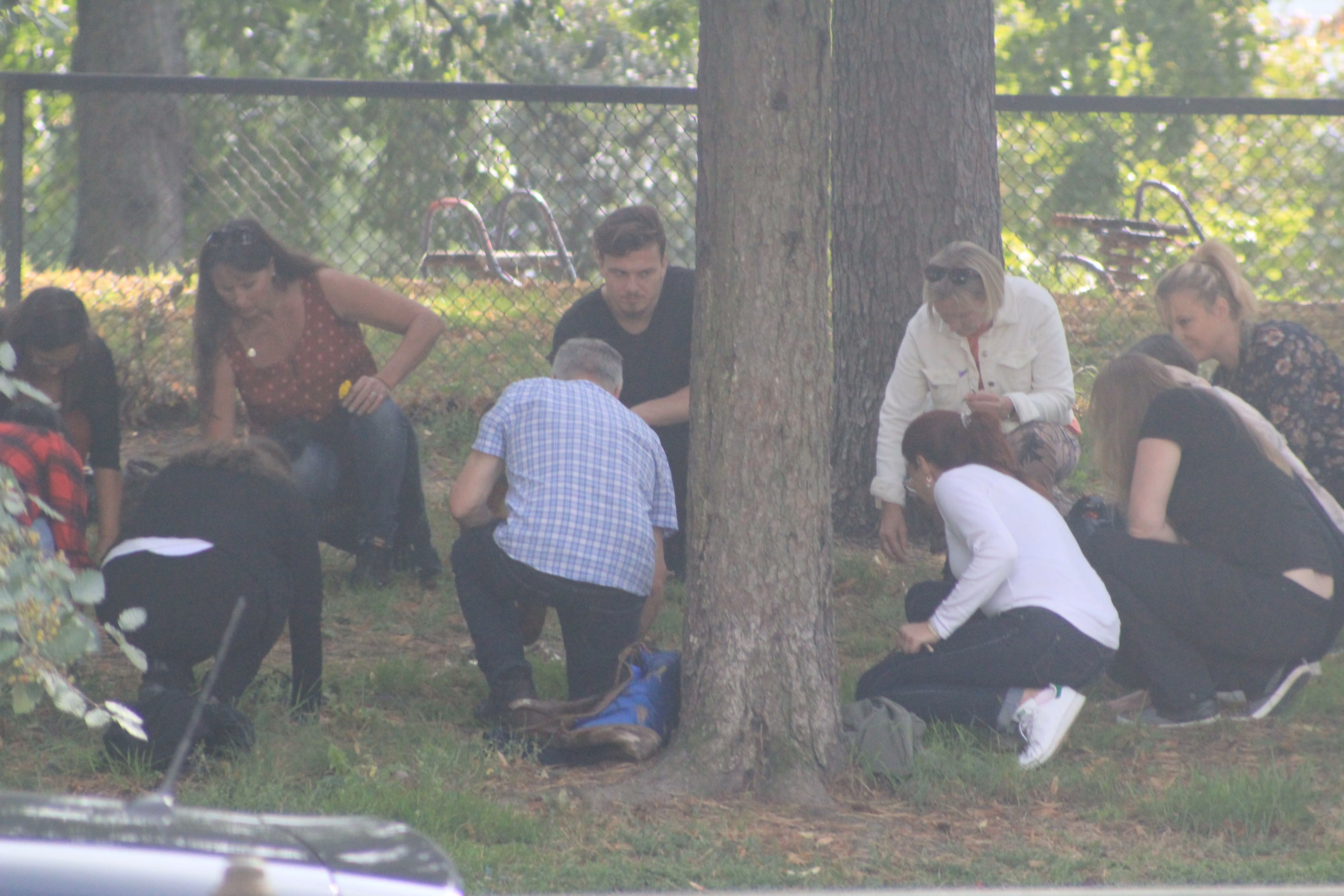
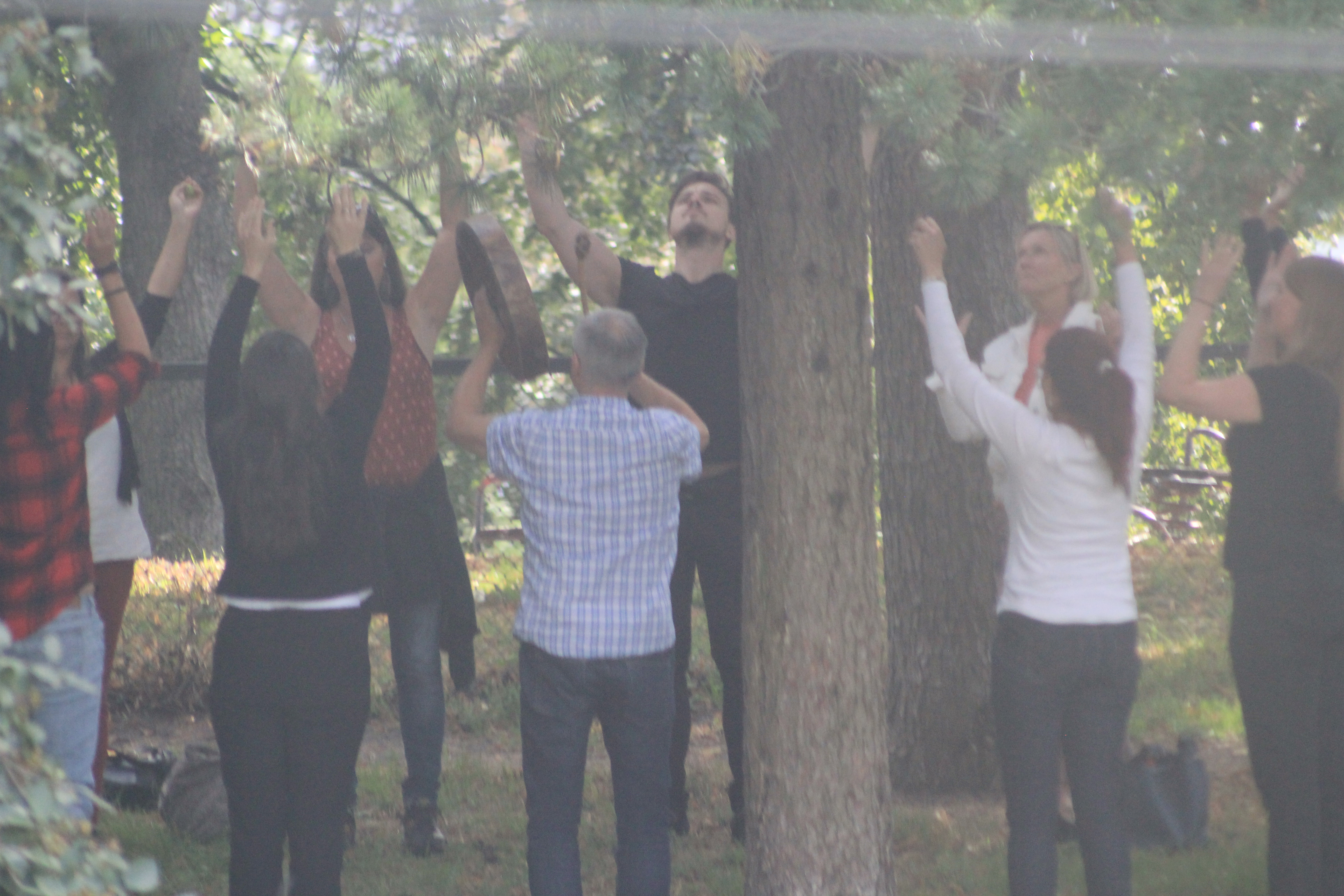
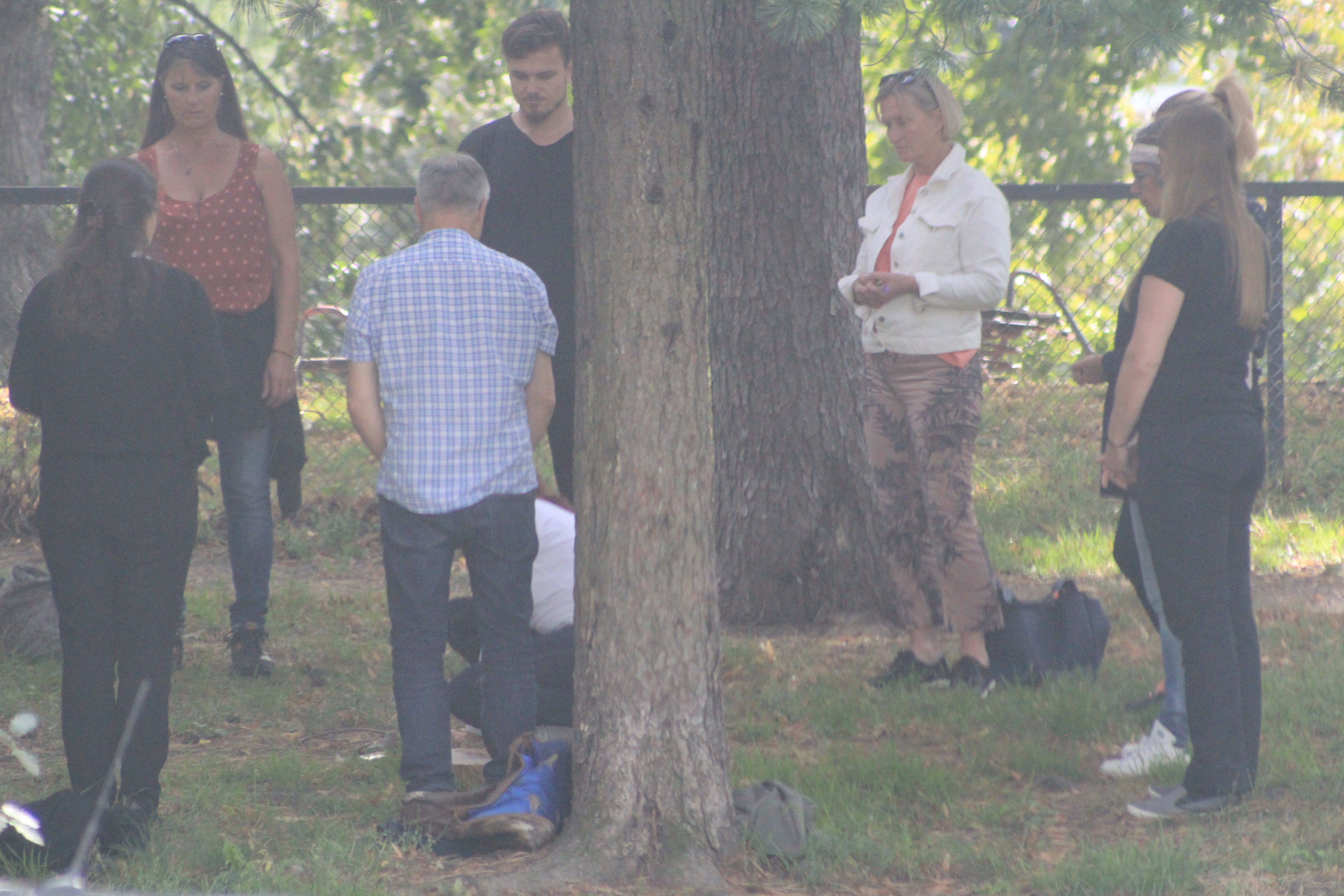